# Peirithoos
Peirithoos (latinsky Pirithous) je v řecké mytologii král Lapithů, syn a nástupce krále Ixióna.
Peirithoos uváděl jako svého pravého otce nejvyššího boha Dia, ale nic mu to nepomohlo. Po svém pravém otci prý zdědil troufalost, za kterou byl na věčnost potrestán. Jeho otec Ixión se provinil tím, že nejprve zavraždil svého tchána a potom na hostině u Dia sváděl jeho manželku - za to byl svržen do Tartaru a tam je navěky vpleten do kola, které se stále otáčí. Podobně Peirithoos si odpykává v podsvětí trest, on však je odsouzen k tomu, že sedí nečinně v křesle, bez pohybu až do konce věků.
Když Peirithoos nastoupil na lapithský trůn, chtěl se poměřit s athénským králem Théseem, přítelem Héraklovým. Vyprovokoval ho krádeží pár kusů dobytka k válce, když se však proti sobě postavili a zjistili, že jsou si rovnocennými soupeři, místo války spolu uzavřeli přátelství. Říká se však, že to byl v jeho životě jediný rozumný čin.
Po návratu do rodné Thessalie se rozhodl oženit se s Hippodameiou, dcerou krále Búta. Na tuto svatbu byli pozváni téměř všichni bohové s výjimkou Area a bohyně Eris. Přítomni byli i vážení hosté jako král Nestór či král Kaineus. Neuváženě na hostinu pozval divoké Kentaury, napůl muže, napůl koně. Jenže Kentauři se brzy opili a vrhli se na Hippodameiu i ostatní přítomné ženy Lapithů. V divoké bitce s Řeky byly ženy ubráněny a Kentauři téměř všichni zabiti, kromě pár zbabělých uprchlíků.
Peirithoos brzy ovdověl a spolu s Théseem, rovněž v tu dobu vdovcem, se vypravili hledat nové manželky. Oba si mysleli na krásnou Helenu ze Sparty (později byla příčinou trojské války), unesli ji a losem ji získal Théseus. Peirithoos ho požádal, aby mu pomohl získat nevěstu - Persefonu, manželku boha podsvětní říše Háda. Veškeré přesvědčování o nesmyslnosti tohoto výběru bylo marné.
Oba přátelé se celkem bez problémů dostali do podsvětí, dokonce vládce Hádés je i vlídně přijal a vyslech. Mocný bůh je poté vyzval, aby si to ještě promysleli a rozmysleli a k tomu aby se posadili v předsálí. Oba se posadili na kamenné židle - a už z nich nevstali. Po dlouhé době Héraklés osvobodil Thésea, ale když chtěl osvobodit i Peirithoa, nejvyšší bůh Zeus mu to přísně zakázal. A tak tam Peirithoos sedí v nečinnosti až do konce světa. (Jako obvykle existuje i jiná verze - Héraklés osvobodil i Peirithoa, ale ten i tak bídně zahynul, když ho později roztrhala smečka psů, která ho přistihla při pokusu unést manželku krále Aidónea.)

## Odkaz v umění
Peirithoovy osudy jsou známé z bájí o Théseovi nebo o Kentaurech a Lapithech. Samostatně bývají uváděny zřídka. Tragédii Peirithoos vytvořil Eurípidés, ale zachovaly se z ní jenom zlomky.